# Исиа
Исиа́ (фр. Issia) — город на юго-западе Кот-д’Ивуара, на территории области О-Сассандра. Административный центр одноимённого департамента.

## Географическое положение
Город находится в южной части области, на расстоянии приблизительно 145 километров к западу-юго-западу (WSW) от столицы страны Ямусукро. Абсолютная высота — 282 метра над уровнем моря.

## Население
По данным переписи 1988 года численность населения города составляла 28 525 человек.
Динамика численности населения города по годам:
| 1975   | 1988   | 2012   |
| ------ | ------ | ------ |
| 10 863 | 28 525 | 63 855 |

## Транспорт
Ближайший аэропорт расположен в городе Далоа.